# Mississippi Burning
Pour plus de détails, voir Fiche technique et Distribution.
Mississippi Burning, Le Mississippi brûle au Québec, est un film américain réalisé par Alan Parker, sorti en 1988. Il s'agit de l'adaptation d'un fait réel : les meurtres de la Freedom Summer, dont ceux de trois militants pour les droits civiques (James Chaney, Andrew Goodman et Michael Schwerner) assassinés en juin 1964 dans l'État du Mississippi,. Ces trois victimes travaillaient pour la campagne appelée Freedom Summer, organisée par le Council of Federated Organizations (COFO) afin d'inciter les Afro-Américains à s'inscrire sur les listes électorales.

## Synopsis

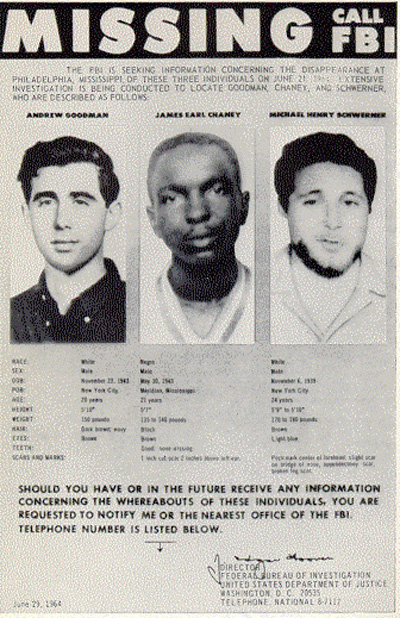
Affiche de recherche du FBI de Michael Schwerner, Andrew Goodman et James Chaney, en 1964, dont la disparition a inspiré le film.

En 1964, trois hommes, membres d'un comité de défense des droits civiques, disparaissent dans le comté de Jessup, dans l’État du Mississippi, ne laissant aucune trace.
Alan Ward et son adjoint Rupert Anderson, des agents du FBI, sont chargés d’élucider cette affaire. Le premier agit avec « les méthodes officielles du FBI », à savoir des démarches systématiques un peu violentes mais légalistes du FBI à l’époque de J. Edgar Hoover. Le second, originaire du Sud, utilise des moyens moins conventionnels, mais complémentaires. Pour être aidés dans leur enquête, ils font appel à des renforts qui fouillent les alentours de la ville à la recherche des trois disparus. Des violences sur fond de racisme éclatent alors dans le comté tandis que l'enquête semble s'enliser dans un bourbier sans fond.
Anderson poursuit l’enquête, en parallèle de l'équipe moderne de son chef Ward, mais selon des méthodes moins formelles et plus subtiles. Ses soupçons se portent sur le shérif Stuckey et son adjoint Pell, dont l'alibi au moment des disparitions s’appuie sur le témoignage de sa femme.
L’atmosphère est délétère et explosive : un homme est presque lynché, alors que Townley, le chef local du Ku Klux Klan, attise les haines et la violence. Mme Pell, l'épouse de l’adjoint du shérif, écœurée par ces événements, se résout à parler et révèle à Anderson l’endroit où se trouvent les corps des trois disparus. Tilman, le maire, après avoir été terrorisé à la suite d'un faux enlèvement par un agent noir du FBI, donne des indications qui débouchent sur l’arrestation des coupables : Townley, Swilley, Cowens, Bailey, Stuckey, Pell et Cooke.

## Fiche technique
Sauf indication contraire, les informations mentionnées dans cette section peuvent être confirmées par la base de données cinématographiques IMDb,  présente dans la section « Liens externes ».
- Titre original et français : Mississippi Burning
- Titre québécois : Le Mississippi brûle
- Titre de travail : Three Lives for Mississippi[4]
- Réalisation : Alan Parker
- Scénario : Chris Gerolmo
- Musique : Trevor Jones
- Décors : Philip Harrison et Geoffrey Kirkland
- Photographie : Peter Biziou
- Montage : Gerry Hambling
- Production : Frederick Zollo et Robert Colesberry
- Société de production : Orion Pictures
- Sociétés de distribution : Orion Pictures (États-Unis), 20th Century Fox (France)
- Budget : 15 millions de dollars[5]
- Pays d'origine :  États-Unis
- Langue originale : anglais
- Format : couleur
- Genre : drame, policier, thriller
- Durée : 126 minutes
- Dates de sortie[4] :
  - États-Unis : 2 décembre 1988 (avant-première à Washington) ; 9 décembre 1988 (sortie nationale)
  - France : 29 mars 1989
- France : Mention CNC : tous publics (visa d'exploitation no 69450 délivré le 9 mars 1989)[6]
- Affiche : Bill Gold (États-Unis)

## Distribution
- Gene Hackman (VF : Jacques Richard) : Rupert Anderson
- Willem Dafoe (VF : Dominique Collignon-Maurin) : Alan Ward
- Frances McDormand (VF : Anne Jolivet) : Mme Pell
- Brad Dourif (VF : Hervé Bellon) : le shérif-adjoint Clinton Pell
- R. Lee Ermey (VF : Joël Martineau) : le maire Tilman
- Gailard Sartain (VF : Michel Fortin) : le shérif Stuckey
- Stephen Tobolowsky (VF : Jean-Luc Kayser) : Clayton Townley
- Michael Rooker (VF : Michel Vigné) : Frank Bailey
- Pruitt Taylor Vince (VF : Alain Flick) : Lester Cowens
- Badja Djola (VF : Pascal Renwick) : l'agent Monk
- Kevin Dunn (VF : Michel Dodane) : l'agent Bird
- Stanley Collins : Hollis
- Marc Clement : Floyd Swilley
- Darius McCrary : Aaron Williams
- Lou Walker (VF : Robert Liensol) : Vertis Williams
- Ralnardo Davis : Willie
- Tobin Bell (VF : Jean-Claude Montalban) : l'agent Stokes
- Frankie Faison (VF : Med Hondo) : le chantre

## Production
Le tournage a lieu dans l'État du Mississippi, à Braxton, Canton, Jackson, New Hebron, Port Gibson, Bovina (en), Vaiden et Vicksburg, ainsi qu’à LaFayette dans l’État de l’Alabama.

## Accueil
Le film connaît un certain succès commercial, rapportant environ 35 millions de dollars au box-office en Amérique du Nord pour un budget de 15 millions.
En France, il réalise 687 170 entrées.
Il reçoit un accueil critique favorable, recueillant 89 % de critiques positives, avec une note moyenne de 6,4/10 et sur la base de 18 critiques collectées, sur le site agrégateur de critiques Rotten Tomatoes.

## Contexte historique

### Fait réel
Mississippi Burning s'inspire de faits réels qui ont lieu en juin 1964 dans l’État du Mississippi au tout début du Freedom Summer. Trois militants pour les droits civiques, Michael Schwerner, Andrew Goodman et James Chaney sont assassinés par des membres du Klan. Le racisme, l’insécurité et la manipulation des foules dans le sud des États-Unis sont rendus avec justesse. Toutefois, pour l'historien Howard Zinn, qui conseillait le SNCC à l'époque, le film fait la part trop belle aux agents fédéraux venus enquêter alors que « nous savions que leur conduite avait été scandaleuse — à l'image de celle du gouvernement fédéral en général — lorsque ces trois jeunes avaient disparu ». Les mêmes faits sont également relatés dans l'épisode Les Écoles de la liberté  (Wednesday's Women) de la série Cold Case : Affaires classées (Cold Case), diffusé en 2008.

### En marge du film, les suites judiciaires
En 1967, un procès a eu lieu où 18 personnes sont accusées, sept d'entre elles sont condamnées d'atteinte aux droits civiques des trois militants assassinés. La peine maximale prononcée est de 10 ans de prison.
En 1998, l'un des condamnés met en cause un certain Edgar Ray Killen, alors un des responsables du Ku Klux Klan, qui n'avait jamais été inquiété. Le dossier est rouvert et des témoignages établissent l'implication de ce nouveau suspect dans le meurtre, autorisant la tenue d'un nouveau procès. Le 23 juin 2005, Killen, âgé de 80 ans, est reconnu coupable du meurtre des 3 militants des droits civiques. Il est condamné à 60 ans de prison par le tribunal de Philadelphia, Mississippi, plus de 40 ans après les faits.

## Distinctions

### Récompenses
- Oscars 1989 : meilleure photographie pour Peter Biziou[13]
- Eddie Awards 1989 : meilleur montage d'un film (exæquo avec Stu Linder pour Rain Man)
- American Society of Cinematographers 1989 : meilleure photographie d'un film sorti en salles pour Peter Biziou
- Berlinale 1989 : Ours d'argent du meilleur acteur pour Gene Hackman
- Artios Awards 1989 : meilleur casting d'un film dramatique
- National Board of Review Awards 1989 :
  - Meilleur film
  - Meilleur réalisateur
  - Meilleur acteur pour Gene Hackman
  - Meilleure actrice dans un second rôle pour Frances McDormand
- British Society of Cinematographers 1989 : meilleure photographie pour Peter Biziou
- BAFTA 1990 :
  - Meilleure photographie pour Peter Biziou
  - Meilleur montage pour Gerry Hambling
  - Meilleur son pour Bill Phillips, Danny Michael, Robert J. Litt, Elliot Tyson, Rick Kline

### Nominations
- Oscars 1989 :
  - Meilleur film
  - Meilleur acteur pour Gene Hackman
  - Meilleure actrice dans un second rôle pour Frances McDormand
  - Meilleur réalisateur pour Alan Parker
  - Meilleur montage pour Gerry Hambling
  - Meilleur son
- Golden Globes 1989 :
  - Meilleur film dramatique
  - Meilleur réalisateur pour Alan Parker
  - Meilleur acteur dans un film dramatique pour Gene Hackman
  - Meilleur scénario pour Chris Gerolmo
- David di Donatello 1989 :
  - Meilleur film étranger
  - Meilleur acteur étranger pour Gene Hackman

## Sortie vidéo
Le film sort en DVD/Blu-ray, le 17 mars 2020, édité par L'Atelier d'Images, avec en complément une interview d'Alan Parker par Jean-Pierre Lavoignat et Christophe D'Yvoire (9'), les coulisses du tournage (6'), des entretiens avec Willem Dafoe (9'), Alan Parker (20'), et le scénariste Chris Gerolmo (15') ainsi que la bande annonce d'époque.